# Teste de Foucault

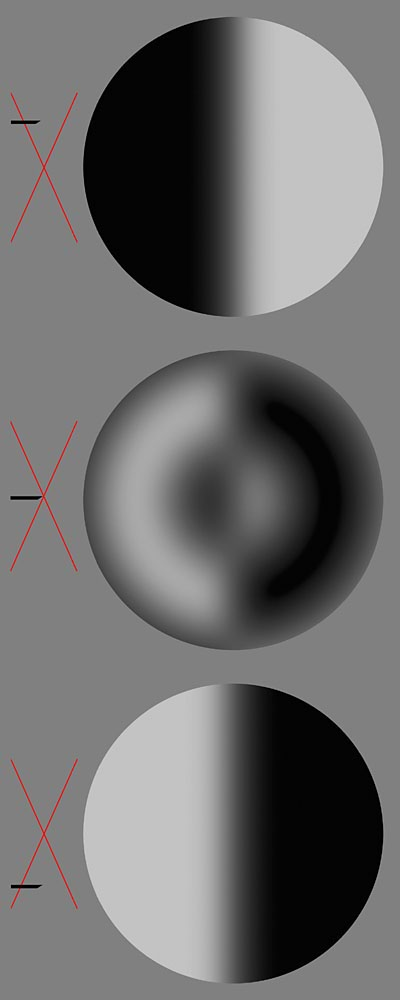
Princípio do teste de Foucault

O teste de Foucault é um meio de detectar erros na forma de uma superfície óptica, como por exemplo um espelho côncavo. Através da iluminação de uma superfície submetida a teste, forma-se a imagem de um pequeno orifício brilhante.
Para o observador posicionado exatamente atrás desta imagem, a superfície óptica inteira parece brilhante, pois os raios estão convergindo de todas as partes da superfície para a posição da imagem (e portanto do olho do observador). Para uma superfície corretamente modelada, todos estes raios estão focalizados, formando uma imagem semelhante à de um ponto.
Se o fio de uma faca cortar esta imagem perfeita, a superfície óptica inteira reduzirá sua luminosidade uniformemente, já que todos os raios são cortados ao mesmo tempo. Se a imagem for imperfeita, alguns raios serão cortados antes dos outros e o efeito será o de revelar em exagerado alto-relevo aquelas regiões onde a superfície óptica desvia-se da forma desejada.
Assim, estas zonas podem ser corrigidas com um polimento adicional. O teste foi inventado pelo físico francês Léon Foucault por volta de 1850 e lhe permitiu construir excelentes telescópios refletores.